# Lutz Fischer (Politiker)

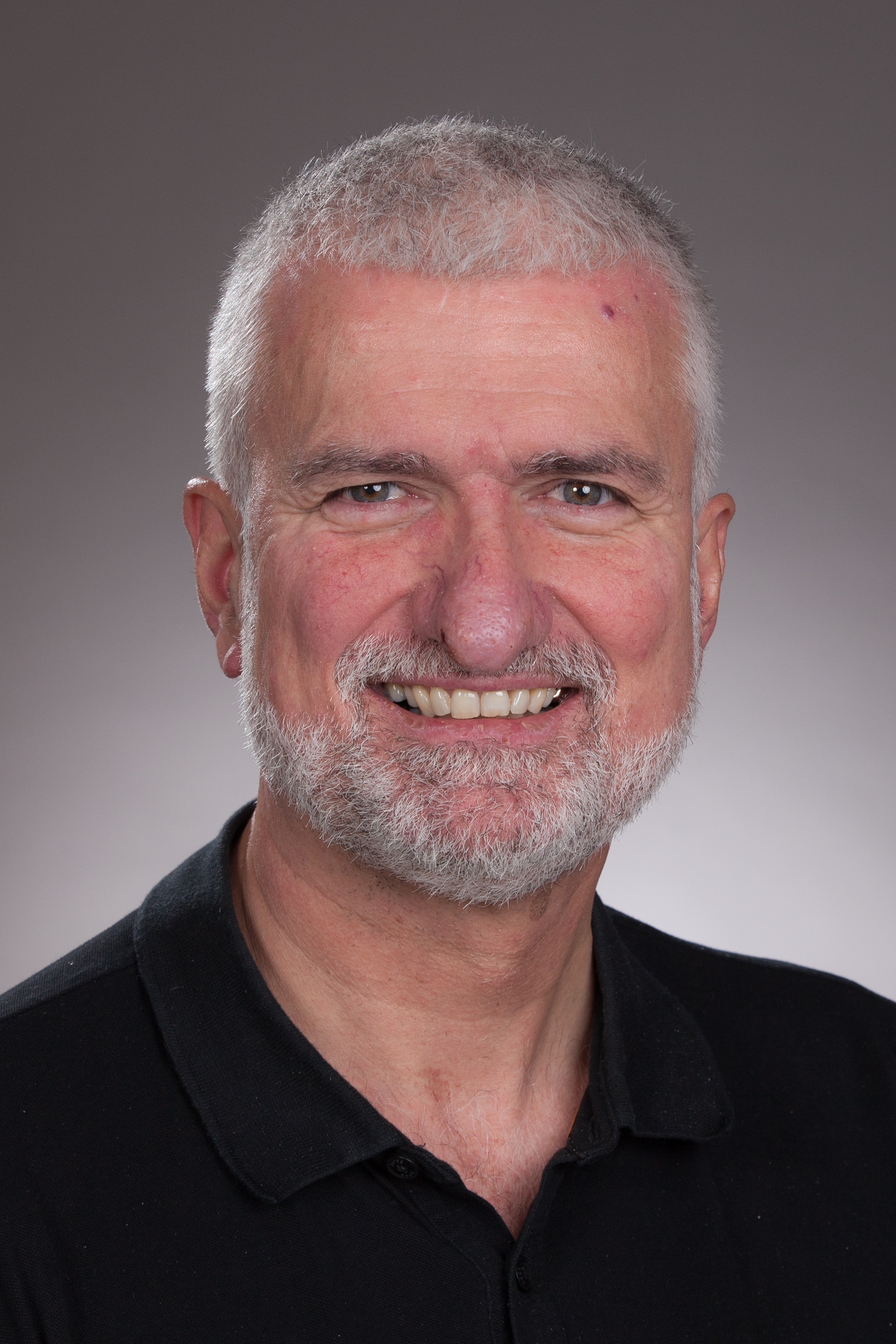
Lutz Fischer (2024)

Lutz Fischer (* 1. November 1967 in Karlsruhe; heimatberechtigt in Wettingen) ist ein Schweizer Pfarrer und Politiker (EVP). Er ist seit 2019 Mitglied des Grossen Rats des Kantons Aargau.

## Leben und Beruf
Lutz Fischer wuchs in Stutensee auf und besuchte dort die Schule. Sein Vater Werner Fischer war Rektor der Fachhochschule Karlsruhe, sein jüngerer Bruder Jörg Werner Fischer ist dort als Professor tätig und sein älterer Bruder Axel Fischer war Bundestagsabgeordneter. Nach dem Abitur am Thomas-Mann-Gymnasium Stutensee absolvierte er seinen Wehrdienst beim Raketenartilleriebataillon 122 in Philippsburg und studierte anschliessend in Neuendettelsau, Marburg und München evangelische Theologie. Von 1995 bis 1997 war er Vikar im badischen Sandhausen, danach arbeitete er bis Ende 1998 als selbständiger Versicherungsberater und absolvierte die Ausbildung zum Versicherungsfachmann (BWV). Seine erste Pfarrstelle hatte er in Rechthalten im Kanton Freiburg inne, wo er von der Evangelisch-reformierten Kirche des Kantons Freiburg am 2. Juli 2000 zum Verbi Divini Minister (VDM) ordiniert wurde. Im August 2002 wechselte er in den Aargau. Dort war er bis März 2008 reformierter Pfarrer in Birmenstorf, seither ist er in der reformierten Kirchgemeinde Wettingen-Neuenhof tätig. Fischer hat auch ein CAS in Betriebswirtschaft für Nichtbetriebswirtschafter der Fachhochschule Nordwestschweiz. Er hat fünf Kinder. Von Juni 1992 bis Oktober 2023 hiess er Fischer-Lamprecht.

## Politik
Seit dem 19. November 2019 ist Fischer Mitglied des Grossen Rates des Kantons Aargau. Bis Ende 2020 war er Vizepräsident der Justizkommission, und in der Legislatur 2021/2024 war er Mitglied der Kommission für öffentliche Sicherheit. Seit Anfang 2025 ist er Mitglied der Kommission für Aufgabenplanung und Finanzen (KAPF).
Bereits in seiner Jugend war Fischer politisch aktiv. So wurde er im Alter von 18 Jahren, noch in Deutschland lebend, Mitglied der Jungen Union. Seit 2009 ist Fischer Mitglied der EVP, wo er von August 2016 bis zum Februar 2022 das Präsidium der EVP-Regionalpartei Wettingen-Limmattal innehatte. Von Januar 2014 bis April 2016 war er Mitglied der Einbürgerungskommission von Wettingen und rückte im März 2016 in den Einwohnerrat nach. In den Jahren 2018/2019 war er Präsident der Geschäftsprüfungskommission, 2020/2021 Vizepräsident des Einwohnerrates, und 2022/2023 war er dessen Präsident.
Kirchenpolitik
Auch als Kirchenpolitiker ist Fischer aktiv. Von Mai 2007 bis Ende Juni 2013 war er zusammen mit Dominique Baumann und ab Oktober 2012 mit Ruedi Gebhard Co-Präsident des Aargauischen Pfarrkapitels. Im August 2009 wurde er Präsident der neugegründeten Synodefraktion der Fraktionslosen und war in der Amtsperiode 2015–2018 deren Vizepräsident. Von November 2011 bis zum Dezember 2018 war er Mitglied der Geschäftsprüfungskommission (GPK) der Synode und war dort ab Januar 2015 Vizepräsident. In der Amtsperiode 2019–22 war er Vizepräsident der Synode und präsidiert sie in der Amtsperiode 2023–2026.